# Sutton Valence

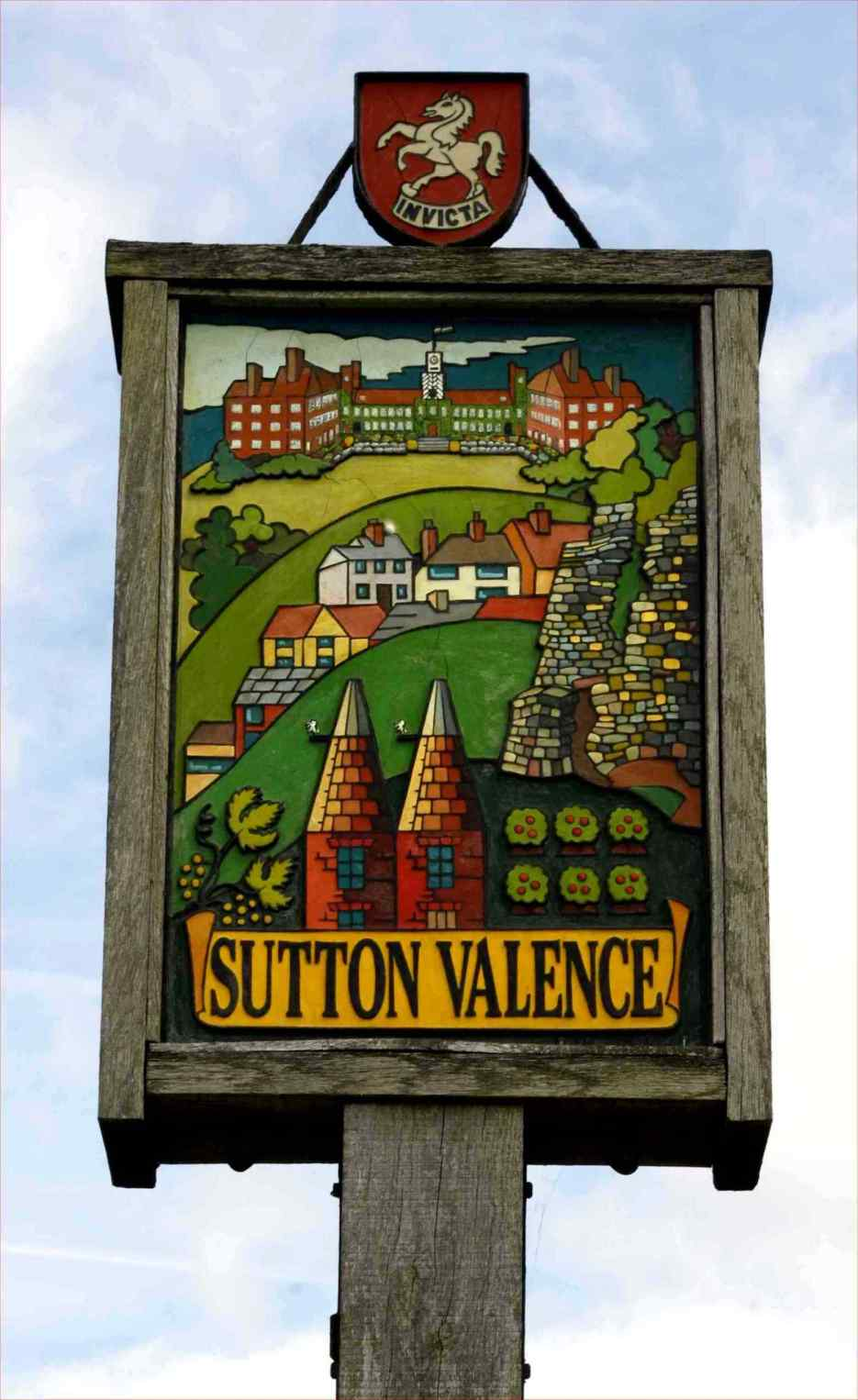
Insegna che indica l'ingresso al villaggio di Sutton Valence

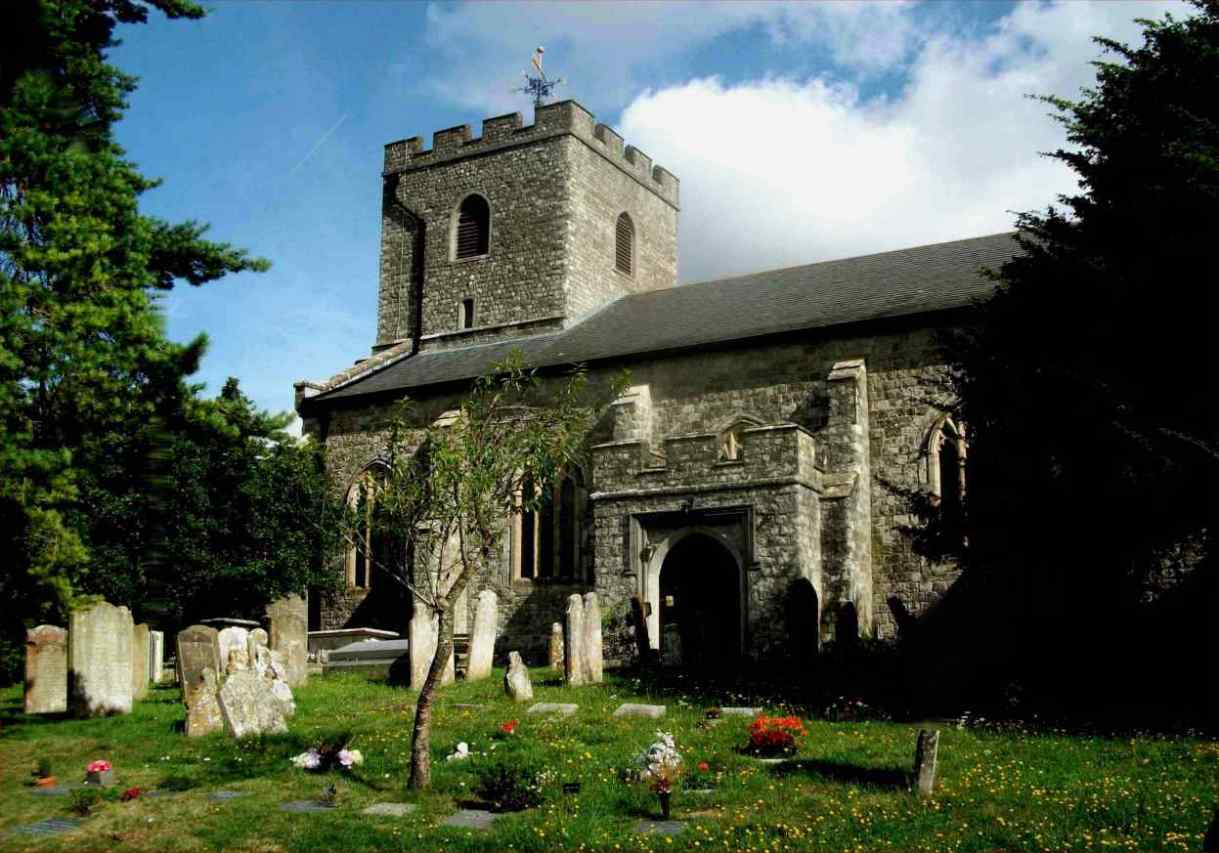
Sutton Valence: la chiesa di Santa Maria

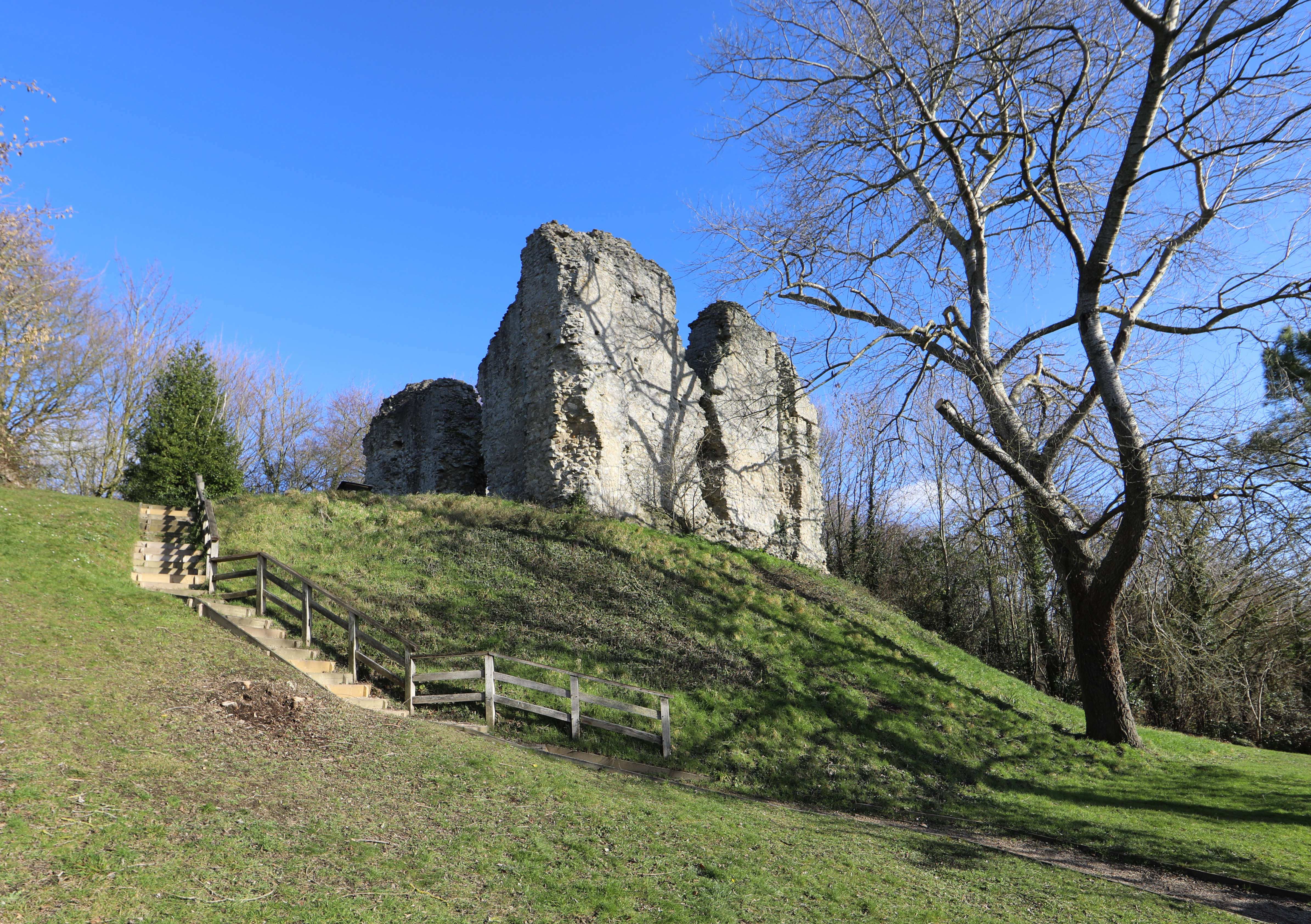
Le rovine del castello di Sutton Valence

Sutton Valence, noto un tempo semplicemente come Sutton, è un villaggio con status di parrocchia civile dell'Inghilterra sud-orientale, facente parte della contea del Kent e del distretto di Maidstone e situato tra l'area della Vale of Kent e l'area del Weald. Conta una popolazione di circa 1 500 abitanti.

## Geografia fisica
Sutton Valence si trova ad est dei Kent Downs, tra le località di Maidstone ed Ashford (rispettivamente a sud/sud-est della prima e a nord-ovest della seconda).

## Storia
Si hanno notizie di insediamenti in loco sin dall'epoca romana.
A Sutton Valence era probabilmente presente una chiesa sin da prima della conquista normanna.
All'epoca della conquista normanna, la tenuta di Sutton divenne di proprietà di Leofwine Godwinson, fratellastro di re Aroldo II d'Inghilterra. In seguito, passò nelle mani del nobile Fulk de Breaute e, successivamente, nelle mani di William de Valence, conte di Pembroke.

## Monumenti e luoghi d'interesse

### Architetture religiose

#### Chiesa di Santa Maria
Principale edificio religioso di Sutton Valence è la chiesa di Santa Maria, realizzata tra il 1823 e il 1828 su progetto di W. Ashenden sulle rovine di un edificio medievale preesistente.

### Architetture militari

#### Castello di Sutton Valence
Altro edificio d'interesse è il castello di Sutton Valence (Sutton Valence Castle), una fortezza in rovina risalente con ogni probabilità alla metà del XII secolo e per 150 anni residenza nobiliare.

### Architetture civili

#### Sutton Valence School
A Sutton Valence è presente uno degli istituti scolastici più antichi d'Inghilterra, la Sutton Valence School, una scuola fondata nel 1576 da William Lamb.

#### Heaven Cottage
Altro edificio d'interesse è lo Heaven Cottage, un edificio in stile Tudor, realizzato sulle fondamenta di un edificio del XIV secolo.

#### Valence House
Altro edificio d'interesse è la Valence House, un cottage a graticcio risalente al 1598.

## Società

### Evoluzione demografica
Nel 2018, la popolazione stimata della parrocchia civile di Sutton Valence era pari a 1 570 abitanti, di cui 824 erano uomini e 746 erano donne.
La popolazione al di sotto dei 18 anni era pari a 348 unità (di cui 154 erano i bambini al di sotto dei 10 anni), mentre la popolazione dai 60 anni in su era pari a 398 unità (di cui 96 erano le persone degli 80 anni in su).
La località ha conosciuto un incremento demografico rispetto al 2011, quando la popolazione censita era pari a 1 349 unità, e al 2001, quando la popolazione censita era pari a 1 290 unità.